# ヒメヒガサヒトヨタケ
ヒメヒガサヒトヨタケ（学名: Parasola plicatilis）とは、ヒメヒガサヒトヨタケ属 のタイプ種で、小さな腐生キノコで、傘の直径は最大35mmである。ヨーロッパと北アメリカに広く分布している。このヒメヒガサヒトヨタケ属の種は分解者で、草地に単独で、散在して、または小さな群れで生息している。子実体は雨後の夜に成長し、胞子の散布が終わると自己分解する。さもなければ、翌朝にすぐに乾燥するか、傘の重みで最終的に崩壊する。無毒であるが、この種は一般に食用にはならないと考えられている。
キノコ全体はカクテル傘に似ている。傘は紙のようで、この種には被膜がない。2つの類似種、P. hemerobiaとP. leiocephala（コツブヒメヒガサヒトヨタケ）は、顕微鏡的特徴は似ているが、生息地が異なり、独特の胞子を持っている。